# Charles Urguet de Saint-Ouen
Charles Urguet de Saint-Ouen est un homme politique français né le 18 juin 1800 à Boën-sur-Lignon (Loire) et décédé le 12 novembre 1849 à Nogent (Vosges).
Avocat à Nancy, bâtonnier, il est commissaire du gouvernement provisoire à Nancy en février 1848 et député de la Meurthe de 1848 à 1849, siégeant au centre gauche.

## Sources
- « Charles Urguet de Saint-Ouen », dans Adolphe Robert et Gaston Cougny, Dictionnaire des parlementaires français, Edgar Bourloton, 1889-1891 [détail de l’édition]